# Klebsiella grimontii
Klebsiella grimontii es una especie de  bacteria gramnegativa del género Klebsiella. Fue descrita en el año 2018. Su etimología hace referencia a Patrick A.D. Grimont, microbiólogo francés. Es inmóvil y con cápsula. Las colonias son lisas, circulares y blancas. Consiste en el linaje Ko6 de Klebsiella oxytoca. Se ha aislado de humanos, incluyendo sangre, heridas y heces. También de muestras ambientales en botellas de agua. Además, se han descrito aislados de esta especie con carbapenemasas de tipo KPC y VIM.